# Søren Steen Jespersen
Søren Steen Jespersen (Copenhague, 30 de novembro de 1962) é um cineasta dinamarquês. Foi indicado ao Oscar de melhor documentário de longa-metragem na edição de 2018 pelo trabalho na obra De sidste mænd i Aleppo, ao lado de Kareem Abeed e Feras Fayyad.

## Filmografia
- Wide Shot-Close (2013)
- Warriors from the North (2015)
- One Day in Aleppo (2017)
- De sidste mænd i Aleppo (2017)
- Lost Warrior (2018)

## Prêmios e indicações
- Indicado: Oscar de melhor documentário de longa-metragem — De sidste mænd i Aleppo (2017)
- Indicado: Grande Prêmio do Júri no Festival Sundance de Cinema — De sidste mænd i Aleppo (2017)
- Indicado: Independent Spirit Award de melhor documentário — De sidste mænd i Aleppo (2017)